# Mercato di Mahane Yehuda
Il mercato di Mahane Yehuda (in ebraico שוק מחנה יהודה‎?, Shuk Mahane Yehuda), spesso chiamato lo "Shuk", è un mercato di Gerusalemme, in Israele. È popolare sia fra i residenti che fra i turisti e raduna più di 250 tra venditori ambulanti e negozi che vendono in prevalenza prodotti alimentari: dalla frutta e verdura fresca ai dolci; dal pesce alla carne e al formaggio; dai vestiti ai libri.
La vivacità e l'energia del mercato sono accentuati dai venditori che gridano slogan e prezzi all'indirizzo dei clienti. Giovedì e venerdì, il mercato è affollato di persone che fanno la spesa in vista dello Shabbat. Negli ultimi anni lo 'shuk' ha visto crescere la propria vita notturna, con l'apertura di ristoranti e bar che propongono musica dal vivo.

## Geografia

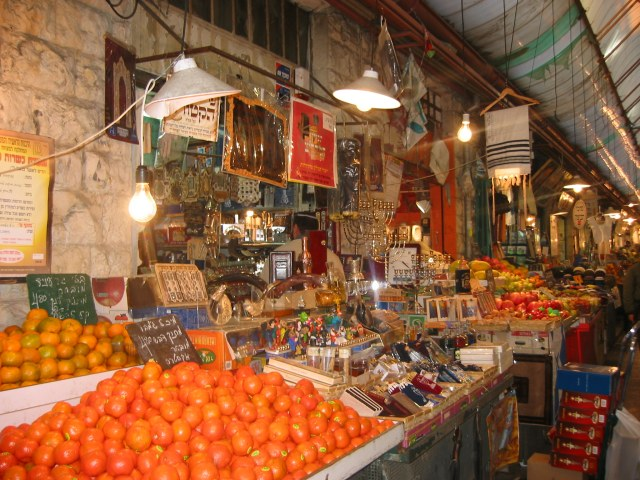
Arance e merci varie a Mahane Yehuda.

Il mercato Mahane Yehuda è delimitato a nord da Jaffa Road, da Agrippa II Street verso sud, da Beit Yaakov Street a ovest e da Kiach Street ad est. Il mercato stesso contiene due strade: Eitz Chaim Street (il mercato coperto) e Mahane Yehuda Street (il mercato scoperto). Un grosso numero di strade più piccole chiamate con nomi di frutti - Afarsek (Pesca) Street, Agas (Pera) Street, Egoz (Noce) Street, Shaked (Mandorla) Street, Shezif (Prugna) Street, Tapuach (Mela) Street - intersecano le due arterie principali.

## Storia
Il quartiere di Mahane Yehuda fu fondato nella parte a nord di Jaffa Road da tre uomini d'affari: Johannes Frutiger, un protestante tedesco proprietario della più grande banca in Palestina, Shalom Konstrum, e Joseph Navon. Fu chiamato come il fratello di Navon, Yehuda. Confina a sud ovest con Beit Ya'akov, un quartiere fondato nel 1885.
Alla fine del XIX secolo, il mercato nacque all'interno di un appezzamento di terreno di proprietà della famiglia sefardita Valero ad est di Beit Ya'akov, il cui nome era, originariamente, Shuk Beit Yaakov (Mercato di Beit Yaakov). Qui mercanti arabi e fellah vendevano le loro merci ai residenti che vivevano fuori dalle mura della città antica. A mano a mano che i nuovi quartieri della città fuori dalle mura si espandevano, anche il mercato di Beit Yaakov cresceva allo stesso ritmo, aumentando il numero di negozi e venditori.
Durante il regno ottomano, il mercato si espanse senza un preciso schema e le condizioni sanitarie peggiorarono drasticamente. Negli anni 20, sotto mandato britannico, le autorità costruirono negozi e banchetti permanenti e coprirono parte del mercato. Dopo questo intervento cominciò ad essere conosciuto come il mercato di Mahane Yehuda.
Nel 1931 fu costruita una nuova sezione e 20 negozianti che precedentemente possedevano solamente installazioni temporanee in legno vi si installarono. Quest'area fu chiamata Iraqi Market (il mercato iracheno), poiché molti di questi venditori erano discendenti di ebrei iracheni.

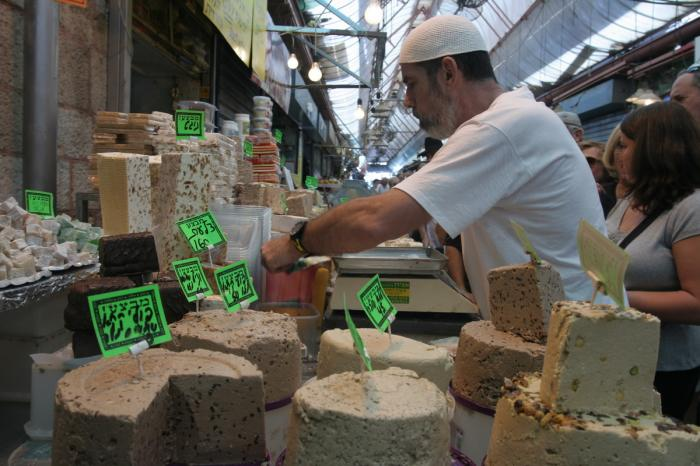
Un venditore di halva.

Nei primi anni 2000, il mercato subì un'opera di rinnovamento strutturale, tra cui la ripavimentazione delle strade e la copertura di alcune aree, precedentemente scoperte. Questo ammodernamento fu la risposta da parte dell'amministrazione alla riduzione di avventori dovuti agli attacchi terroristici avvenuti nel 1997 e nel 2002. Questo progetto mirava a favorire, inoltre, l'apertura di caffè e boutique nella zona che avrebbero dovuto attirare persone della classe media. Secondo Eli Mizrachi, presidente dell'associazione commercianti di Mahane Yehuda, mentre i clienti abituali vengono al mercato per comprare prodotti, la "nuova generazione" vuole un posto dove divertirsi, bere una tazza di caffè e fare acquisti.
Un numero di negozi alla moda e caffè furono aperti all'interno del mercato assieme a locali che propongono cucina non mediorientale, come ristoranti italiani, vegetariani e fish and chips; oltre a bar e gioiellerie.
Queste innovazioni hanno cambiato a tal punto il volto del quartiere che oggi Mahane Yehuda è divenuto uno dei centri della vita notturna. Lo shuk ospita eventi musicali come il Balabasta dance and music festival, inaugurato nel 2010, che attrae molti giovani che si fermano per le strade del quartiere fino a tarda notte. Il festival include spettacoli di vario genere, talvolta collegati ai beni venduti all'interno del mercato.
Queste innovazioni hanno rivitalizzato il quartiere e l'intera città, ma allo stesso modo hanno fatto aumentare vertiginosamente i prezzi degli immobili inducendo alcuni tra i commercianti storici (come pescherie e fruttivendoli) a cedere l'attività. Alcuni temono l'arrivo nel mercato delle grosse catene di distribuzione che cancellerebbe la cultura locale.
Alcuni negozianti di origine etiope fecero la loro comparsa nel mercato verso la metà degli anni 2000. Ancora oggi vendono prodotti alimentari e sono parte integrante del mercato.
Oggi, l'amministrazione di Mahane Yehuda include rappresentanti dei commercianti e gestisce lo sviluppo del business in concomitanza con la municipalità di Gerusalemme, il Ministero della salute ed altre entità governative.

## Turismo

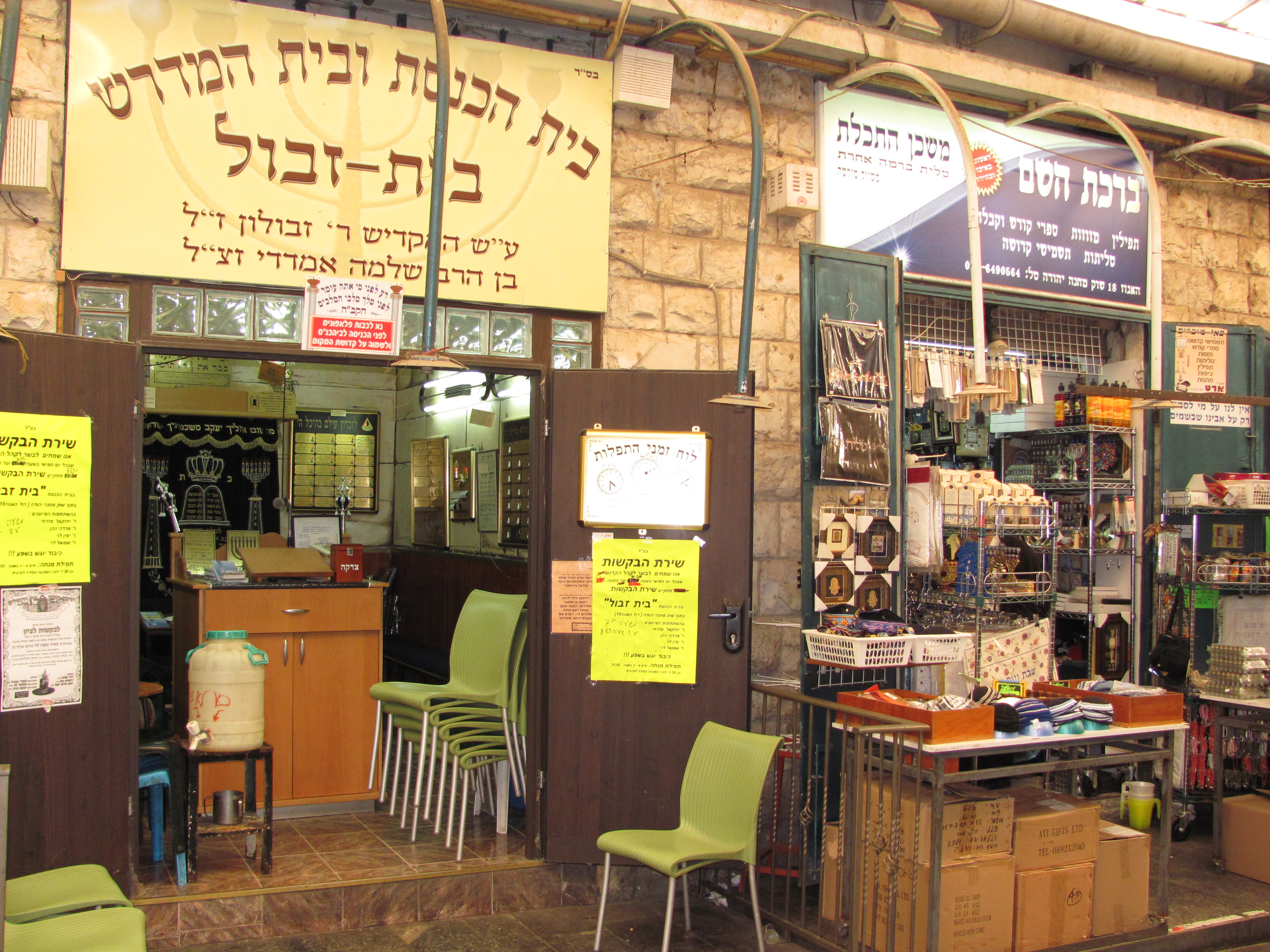
La sinagoga di Beit Zvul.

Il comune di Gerusalemme ha investito molto nella modernizzazione della Città Nuova creando moderne vie pedonali per aumentare l'affluenza e favorire il commercio, il turismo e la cultura. Nir Barkat, sindaco di Gerusalemme sostenne che, "Ci siamo resi conto che la vita notturna sarebbe stata la chiave per incrementare il turismo a Gerusalemme". Parte integrante di questa strategia è stata l'apertura di molti bar e ristoranti nelle strade di Mahane Yehuda per attirare giovani e turisti.
Lo shuk ha un sito interattivo in inglese che include articoli, foto, notizie, e mappe.

### Arte
Nel 2015 le saracinesche e le porte dei negozi vennero dipinte dall'artista di strada Solomon Souza e divennero un'attrazione.

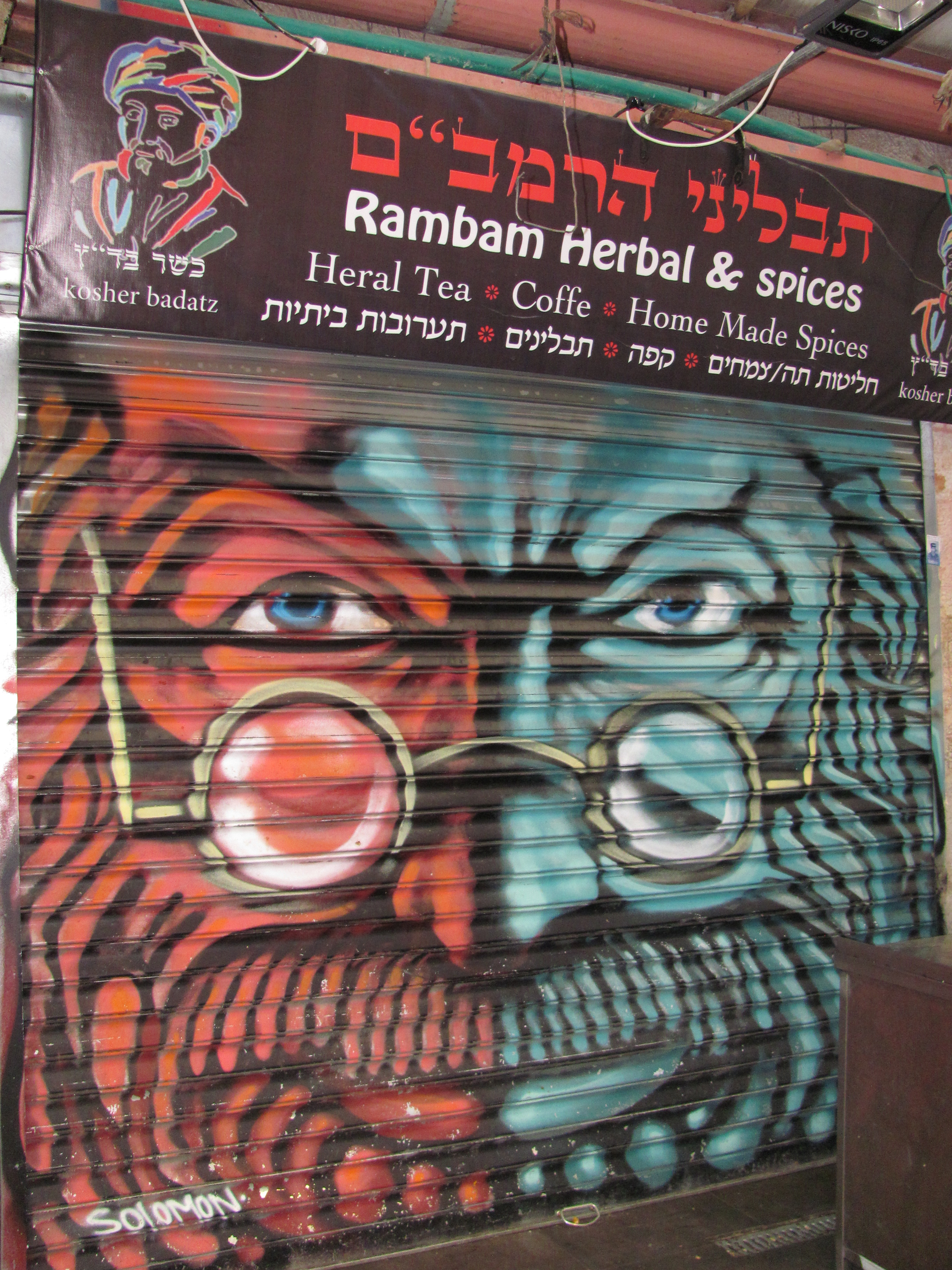
Murales su una saracinesca
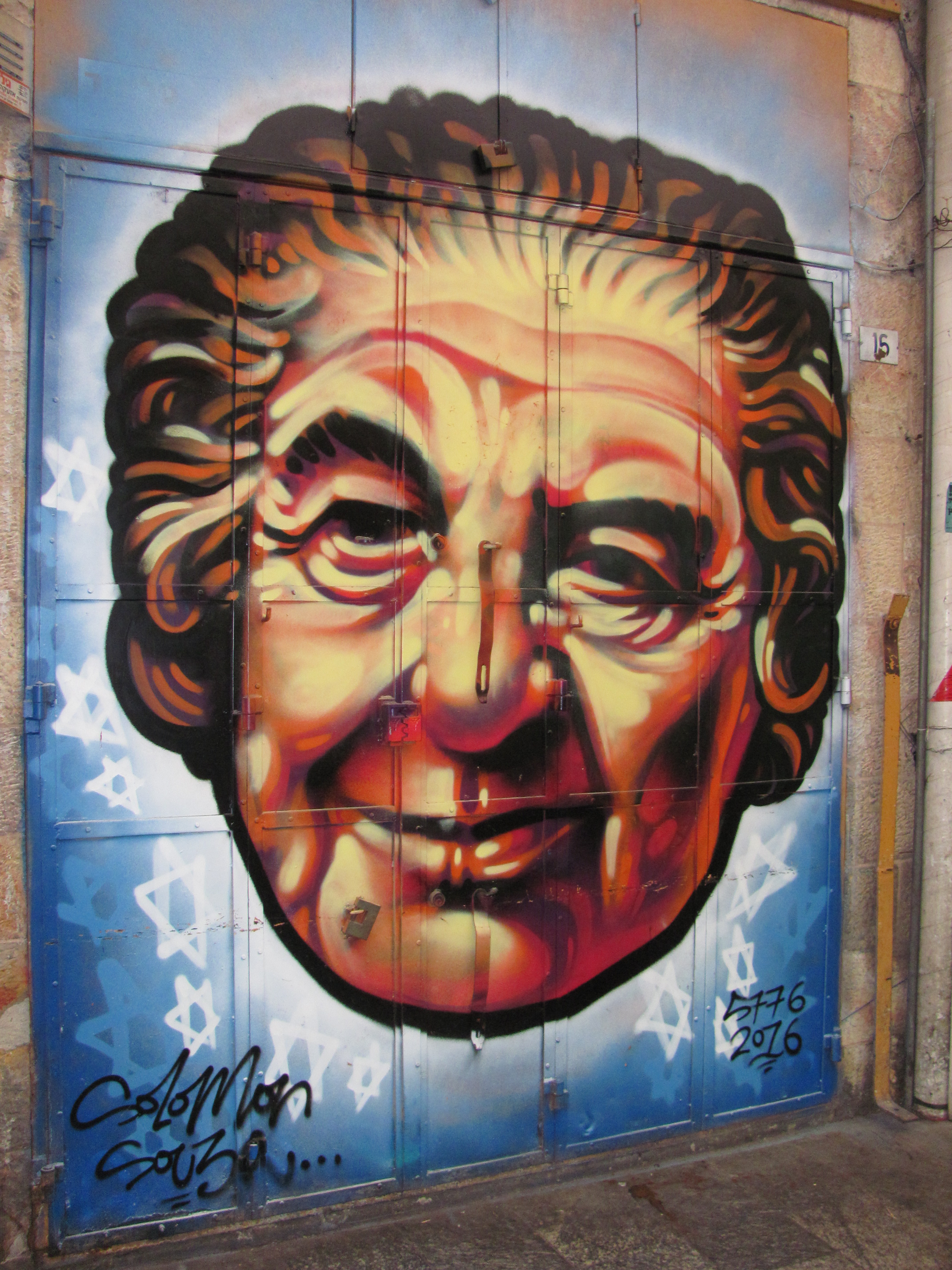
Una saracinesca con il dipinto di Golda Meir
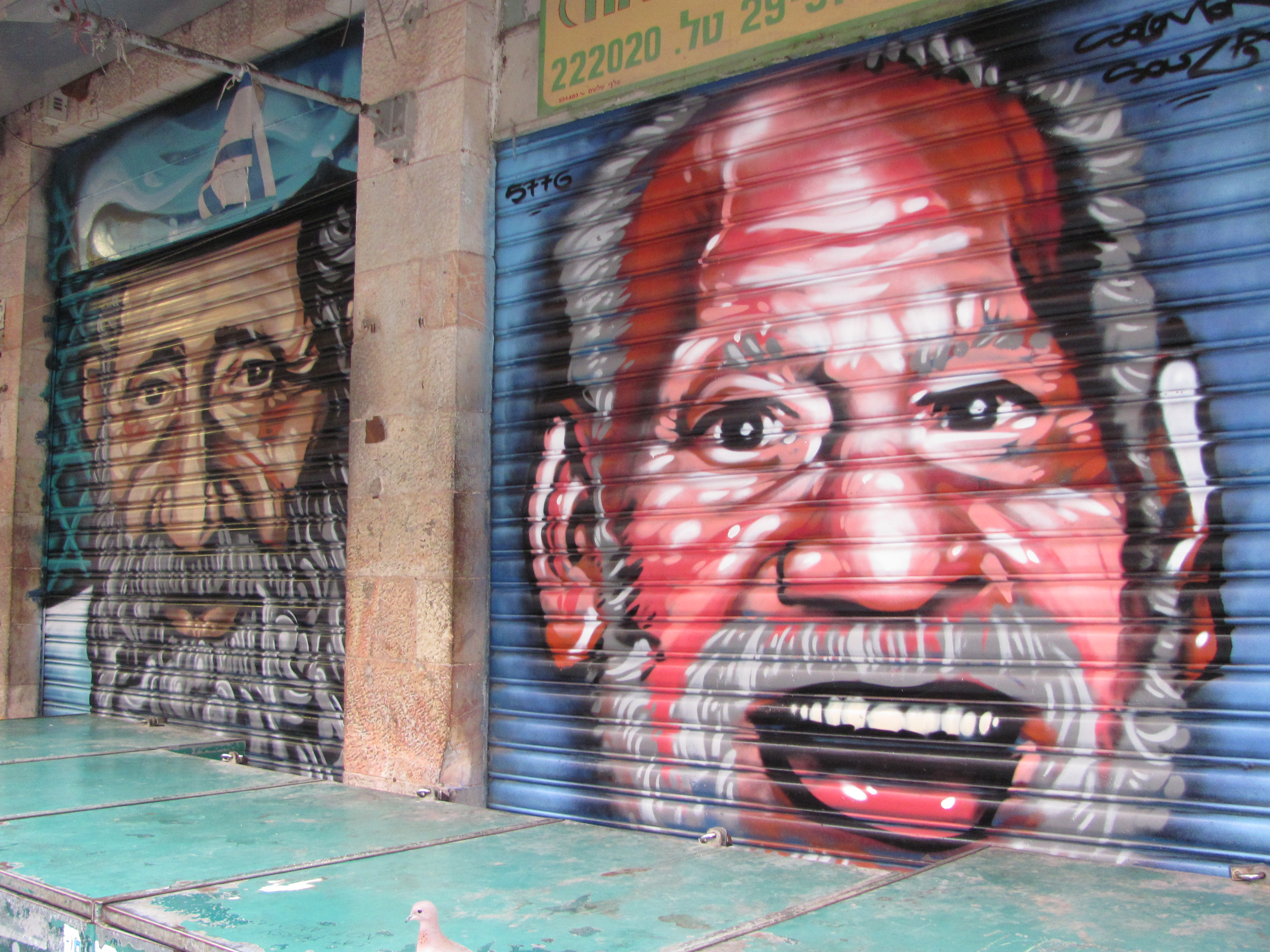
Murales al mercato

## Trasporti
Numerosi autobus servono il mercato assieme alla fermata della metropolitana scoperta in Jaffa Road. Quest'ultima è stata inaugurata nell'ambito del piano di rivitalizzazione della zona.

## Persone legate a Mahane Yehuda
La prima generazione dei Banai, una famiglia di attori e musicisti, viveva in HaAgas Street nella parte sud del mercato. Nel 2000 la municipalità di Gerusalemme ha cambiato nome alla strada in Eliyahu Yaakov Banai Street in onore del capostipite della famiglia Banai.
Ehud Banai ha composto una canzone intitolata "1 HaAgas Street" che descrive la vita quotidiana e l'atmosfera all'interno della casa di famiglia.
(Ehud Banai, 1 HaAgas Street)
Nel 1976 Rami Levy aprì il suo primo negozio in Hashikma Street, una delle vie di Mahane Yehuda, vendendo prodotti alimentari a prezzi contenuti. Oggi Rami Levy Hashikma Marketing è il terzo distributore di tutto Israele.

## Il mercato durante le festività ebraiche

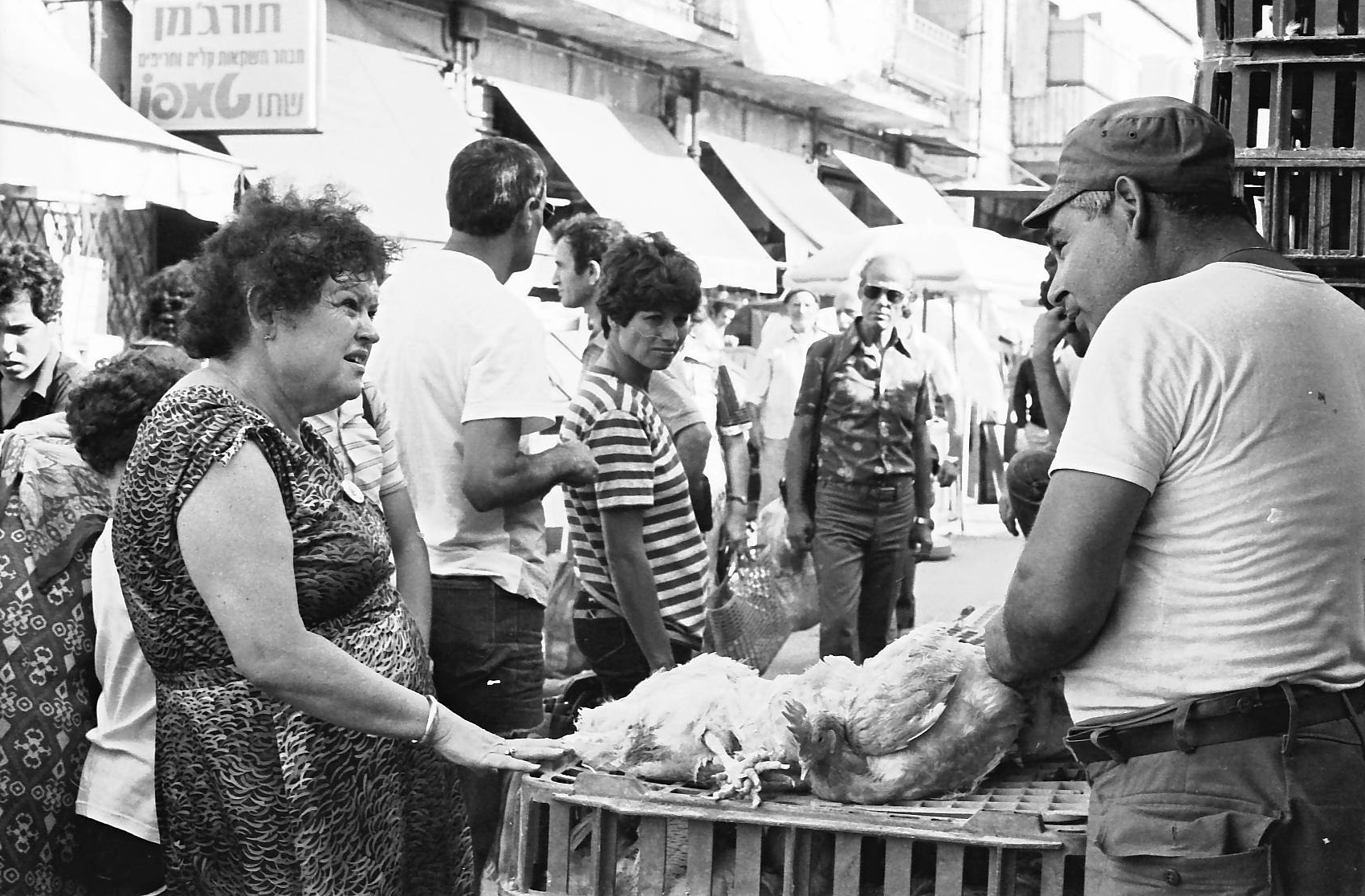
Un commerciante mentre vende galli e galline per kapparot prima di Yom Kippur, 1983 circa.

Prima di Rosh haShana, il capodanno ebraico, migliaia di persone raggiungono il mercato per comprare cibo legato alla festività: melograni, datteri e miele. Nei giorni tra Rosh Hashana e lo Yom Kippur, uno shuk kapparot (un mercato kapparot) apre accanto a quello di Mahane Yehuda. Qui le persone acquistano galli e galline che fanno volteggiare per tre volte sopra la testa, recitando una preghiera e trasferendo simbolicamente i loro peccati all'animale che viene successivamente macellato e donato ai poveri. Nei giorni precedenti a Sukkot, viene posizionata una grande tenda in Valero Square, la quale ospita un shuk arba minim, dove i commercianti vendono lulav, etrog e altri oggetti rituali utilizzati durante questa festività. Il mercato offre una varietà di prodotti tipici durante tutte le altre festività come sufganiyah durante Hanukkah o hamantash durante Purim.

## Attentati terroristici
Il mercato di Mahane Yehuda è tenuto sotto stretto controllo dalle autorità militari israeliane in quanto fu obiettivo terroristico non solo durante la Seconda intifada, ma anche precedentemente:
- Il 30 luglio 1997, due terroristi si fecero esplodere uccidendo 16 persone e ferendone altre 178[34]. Hamas rivendicò l'attentato.
- Il 6 novembre 1998, due terroristi morirono poiché le bombe che trasportavano esplosero prematuramente[35].
- Il 12 aprile 2002, una donna si fece esplodere all'entrata del mercato, uccidendo 6 persone e ferendone altre 104. La Brigata dei Martiri di al-Aqsa rivendicò l'attentato[36].